# Akihiko
Akihiko (jap. あきひこ, アキヒコ) – męskie imię japońskie.

## Możliwa pisownia
Akihiko można zapisać, używając wielu różnych znaków kanji i może znaczyć m.in.:
- 昭彦, „świetlisty, chłopiec”
- 明彦, „jasny, chłopiec”
- 彰彦, „jasny/oczywisty, chłopiec”
- 暁彦, „świt, chłopiec”
- 秋彦, „jesień, chłopiec”

## Znane osoby
- Akihiko Hirata (昭彦), japoński aktor
- Akihiko Hoshide (彰彦), japoński inżynier, astronauta
- Akihiko Honda, japoński promotor i menedżer bokserski
- Akihiko Ishizumi (昭彦), japoński aktor i seiyū
- Akihiko Kumashiro (昭彦), japoński polityk
- Akihiko Shiota (明彦), japoński reżyser i scenarzysta
- Akihiko Shimizu (明彦), japoński seiyū i aktor
- Akihiko Tago (昭彦), japoński astronom amator
- Akihiko Yoshida (明彦), japoński projektant gier wideo

## Postacie fikcyjne
- Akihiko Kashino (暁彦), postać z mangi Mars
- Akihiko Kayaba (晶彦), bohater powieści i anime Sword Art Online
- Akihiko Ōta (明彦), bohater serii mang i anime Muteki Kanban Musume
- Akihiko Usami (秋彦), jeden z głównych bohaterów mangi i anime Junjō Romantica
- Akihiko Sanada (明彦), bohater gry Shin Megami Tensei: Persona 3